# كيفن موريسون
كيفن موريسون هو لاعب هوكي الجليد كندي، ولد في 28 أكتوبر 1949 في سيدني ‏ في كندا.

## وصلات خارجية
- كيفن موريسون على موقع دوري الهوكي الوطني (الإنجليزية)
- كيفن موريسون على موقع قاعة مشاهير الهوكي (لاعب أن.إتش.أل) (الإنجليزية)
- كيفن موريسون على موقع EliteProspects.com (الإنجليزية)
- كيفن موريسون على موقع HockeyDB.com (الإنجليزية)
- كيفن موريسون على موقع Hockey-Reference.com (الإنجليزية)